# Doddakunthur, Malur
Doddakunthur là một làng thuộc tehsil Malur, huyện Kolar, bang Karnataka, Ấn Độ.